# August Bernhard Hasler
August Bernhard Hasler (* 1937; † 2. Juli 1980 in München) war ein Schweizer katholischer Theologe und Historiker.

## Leben
Hasler arbeitete bis 1971 viereinhalb Jahre lang im vatikanischen Sekretariat für die Einheit der Christen. In dieser Funktion veröffentlichte er 1968 ein Werk über das Luther-Bild in der katholischen Kirche. 1971 verliess er die römische Kurie unter öffentlichem Protest gegen dort herrschende restaurative Tendenzen. Danach arbeitete er beim Deutschen Historischen Institut Rom. 1976 promovierte er an der Universität München mit einer kritischen Arbeit über Papst Pius IX. und das Erste Vatikanische Konzil 1869/70. 1979 erschien bei Piper in München eine populärwissenschaftliche Kurzfassung seiner Dissertation unter dem Titel: Wie der Papst unfehlbar wurde: Macht und Ohnmacht eines Dogmas. Das Hamburger Magazin Der Spiegel berichtete 1979 über angebliche Versuche der katholischen Kirche, Hasler wegen dieses Werkes aus dem Priesteramt zu entfernen. Die zweite Auflage von Haslers Buch erschien 1980 mit einem Geleitwort von Hans Küng. Die 1981 erschienene Taschenbuchausgabe erweiterte Georg Denzler.
Hasler starb 1980 an Lymphdrüsenkrebs, während er an einem neuen Werk über den Führerkult der italienischen Faschisten forschte.

## Werke
- Luther in der katholischen Dogmatik (= Beiträge zur ökumenischen Theologie. Band 2). Hueber, München 1968.
- Pius IX. 1846–1878, päpstliche Unfehlbarkeit und 1. Vatikanisches Konzil: Dogmatisierung und Durchsetzung einer Ideologie. Hiersemann, Stuttgart 1977, ISBN 978-3-7772-7710-3.
- Wie der Papst unfehlbar wurde: Macht und Ohnmacht eines Dogmas. Mit einem Geleitwort von Hans Küng. 2. Auflage, Piper, München/Zürich 1980, ISBN 978-3-548-34053-1.
- Das Duce-Bild in der faschistischen Literatur. In: Quellen und Forschungen aus italienischen Archiven und Bibliotheken, Bd. 60, 1980, S. 420–506.